# Waldridge (Buckinghamshire)
Waldridge – średniowieczna wieś w Anglii, w hrabstwie Buckinghamshire, w dystrykcie (unitary authority) Buckinghamshire. Do czasów współczesnych zachowały się jedynie ślady po osadzie w postaci nasypów ziemnych. Wieś położona była pomiędzy istniejącymi współcześnie wsiami Ford i Owlswick.